# Grane
Grane é uma comuna da Noruega, com 2 017 km² de área e 1 536 habitantes (censo de 2004).